# 리턴 (2007년 영화)
"리턴"은 2007년에 개봉한 대한민국의 스릴러 미스터리 영화이다.

## 캐스팅
- 김명민 : 류재우 역 - 외과의
- 유준상 : 강욱환 역 - 류재우의 옛친구
- 김태우 : 오치훈 역 - 정신과 전문의
- 정유석 : 장석호 역 - 마취의
- 김유미 : 서희진 역 - 류재우의 아내
- 김뢰하 : 이명석 역
- 백승환 : 나상우 역 - 10살 때 '수술 중 각성'을 겪음
- 서영화 : 상우 모 역
- 이성민 : 상우 부 역
- 김두용 : 함 형사 역
- 박진영 : 한 박사 역
- 장수형 : 과거 외과의사 역
- 김경택 : 과거 마취과의 역
- 박채연 : 안 간호사 역
- 최윤영 : 김 간호사 역
- 이종민 : 과거 수간호사 역
- 전상진 : 회진의사 역
- 김광식 : 에쿠스맨 역
- 곽민석 : 과거 정신과의 역
- 최영균 : 근육질 환자 역
- 조승연 : 방사선과의 역
- 최효상 : 외과부장 역
- 최승희 : 어린 재우 역
- 이다운 : 어린 욱환 역
- 고수진 : 어린 소녀 역
- 박창섭 : 상우 부 (20년 후) 역
- 김영선 : 편집장 역
- 이경철 : 의사 역
- 홍상훈 : 응급실 인턴 1 역
- 장준녕 : 형사 2 역
- 박현진 : 형사 대역 역

## 수상
- 2008년 제45회 대종상
  - 남우조연상 - 유준상